# Laguna del Juncal
Laguna del Juncal este o arie protejată (arie specială de conservare — SAC, sit de importanță comunitară — SCI) din Spania întinsă pe o suprafață de 60,49 ha, integral pe uscat.

## Localizare
Centrul sitului Laguna del Juncal este situat la coordonatele 42°30′58″N 1°42′40″W / 42.516°N 1.7112°V.

## Înființare
Situl Laguna del Juncal a fost declarat sit de importanță comunitară în martie 1999 pentru a proteja 10 specii de animale. Situl a fost protejat și ca arie specială de conservare în iulie 2016.

## Biodiversitate
Situată în ecoregiunea mediteraneană, aria protejată conține 9 habitate naturale: Lacuri eutrofice naturale cu vegetație de tip Magnopotamion sau Hydrocharition, Pseudostepă cu ierburi și specii anuale de Thero-Brachypodietea, Tufărișuri halofile mediteraneene și termo-atlantice (Sarcocornetea fruticosi), Salicornia și alte specii anuale care populează regiunile mlăștinoase și nisipoase, Ape puternic oligomezotrofe cu vegetație bentonică cu Chara spp., Pășuni mediteraneene udate de apa mării (Juncetalia maritimi), Pajiști umede mediteraneene cu ierburi înalte de Molinio-Holoschoenion, Vegetație gipsofilă iberică (Gypsophiletalia), Iazuri temporare mediteraneene.
La baza desemnării sitului se află mai multe specii protejate:
- păsări (8): stârc cenușiu (Ardea cinerea), stârc roșu (Ardea purpurea), Bubulcus ibis, erete de stuf (Circus aeruginosus), erete vânăt (Circus cyaneus), egretă mică (Egretta garzetta), stârc pitic (Ixobrychus minutus), corcodel-cu-gât-negru (Podiceps nigricollis)
- mamifere (2): vidră de râu (Lutra lutra), nurcă (Mustela lutreola)

Pe lângă speciile protejate, pe teritoriul sitului au mai fost identificate 2 specii de păsări, 3 specii de amfibieni, 1 specie de mamifere.